# Térségi vasút
A térségi vasút helyi érdekeket szolgáló, országos jelentőséggel nem bíró vasút, amelynek önálló, elkülönült pályahálózata van. A térségi vasutakat világszerte gyakran hívják regionális vasútnak is.
A térségi vasút fogalmát a 2006-ban hatályba lépett új vasúti közlekedésről szóló törvény teremtette meg. A fogalom a régi helyi érdekű vasút, illetve gazdasági vasút fogalmának, illetve a közösségi jogban a regionális vasút fogalmának felel meg.
A térségi vasutak jellemzője az országos vasúti hálózatokhoz képest egyszerűbb műszaki kivitelhez igazodó egyszerűsített vasúti szolgálat, illetve kisebb kapacitású eszközpark. A térségi vasutak olyan gyéren lakott területeken működnek, ahol nem merül fel jelentős szállítási kereslet sem az utasok, sem az ipar részéről.
A magyar törvény szerint az országos vasúti pályahálózat egy része térségi vasúti pályahálózatként leválasztható, ha a vasúti pályahálózatnak az országos közforgalmú közlekedésben betöltött szerepe csekély, elsősorban a térségi forgalom lebonyolítására szolgál és az adott térség érintett önkormányzatai önként vállalt feladataik keretében kötelezettséget vállalnak a helyi igényekhez jobban illeszkedő, térségi jelentőségű szolgáltatások fejlesztésére.
Az országos hálózatot nem alkotó, szigetszerűen működő keskeny nyomtávú vasutak, vagyis a kisvasutak szintén térségi vasútnak számítanak.

## Külső hivatkozások
- Letölthető tanulmányok hazai térségi vasutak terveiről
- Térségi vasúthálózatok Magyarországon